# VC Unic Piatra Neamț
Le Volei Club Unic Piatra Neamț est un club roumain de volley-ball fondé en 1964 et basé à Piatra Neamț qui évolue pour la saison 2017-2018 en Divizia A2 Feminin Est.

## Palmarès
- Championnat de Roumanie
  - Vainqueur : 2002.
  - Finaliste : 2003.
- Coupe de Roumanie
  - Vainqueur : 2003.

- Coupe BVA
  - Vainqueur : 2010.

## Joueuses majeures
- Elena Lăpușneanu  Roumanie
- Florentina Nedelcu  Roumanie
- Olga Trach  Ukraine
- Dušanka Biberović  Serbie

## Effectifs

### Saison 2016-2017
| No                                               | Nom                                              | Date de naissance                                | Taille                         | Poids                          | Poste                          |
| ------------------------------------------------ | ------------------------------------------------ | ------------------------------------------------ | ------------------------------ | ------------------------------ | ------------------------------ |
| 1                                                | Sorina-Adriana Buz                               | 14 avril 1988                                    | 180                            | 63                             | Attaquante                     |
| 2                                                | Adelina-Nicoleta Teleagă                         | 6 décembre 2000                                  | 179                            |                                | Réceptionneuse-attaquante      |
| 3                                                | Alexandra Ciucu                                  | 13 novembre 1995                                 | 169                            |                                | Libero                         |
| 4                                                | Raluca-Dumitrița Cloșcă                          | 20 octobre 2000                                  | 180                            |                                | Réceptionneuse-attaquante      |
| 5                                                | Andreea-Georgiana Bulai                          | 15 juillet 1999                                  | 183                            |                                | Réceptionneuse-attaquante      |
| 6                                                | Mădălina-Elena Popîrda                           | 1er janvier 1999                                 | 180                            |                                | Réceptionneuse-attaquante      |
| 7                                                | Elena Lăpușneanu                                 | 7 janvier 1985                                   | 180                            | 74                             | Réceptionneuse-attaquante      |
| 9                                                | Alexandra-Andreea Pintea                         | 15 avril 1990                                    | 176                            | 59                             | Passeuse                       |
| 10                                               | Ana-Maria Hambele                                | 21 janvier 1988                                  | 181                            |                                | Réceptionneuse-attaquante      |
| 11                                               | Irina Andreica                                   | 24 décembre 1994                                 | 180                            | 58                             | Passeuse                       |
| 14                                               | Gabriela-Bianca Dancu                            | 22 février 1989                                  | 180                            |                                | Centrale                       |
| 15                                               | Adriana Bobi                                     | 11 février 1988                                  | 184                            | 71                             | Centrale                       |
|                                                  |                                                  |                                                  |                                |                                |                                |
| Encadrement technique                            | Encadrement technique                            |                                                  | Légende                        | Légende                        | Légende                        |
| Entraîneur : Rareș Gavril                        | Entraîneur : Rareș Gavril                        | Entraîneur : Rareș Gavril                        | : Capitaine                    | : Capitaine                    | : Capitaine                    |
| Entraîneur(s) adjoint(s) : Mihaela-Angela Voivod | Entraîneur(s) adjoint(s) : Mihaela-Angela Voivod | Entraîneur(s) adjoint(s) : Mihaela-Angela Voivod | : Joueuse blessée actuellement | : Joueuse blessée actuellement | : Joueuse blessée actuellement |
| Manager général : Vasile Ouatu                   |                                                  |                                                  |                                |                                |                                |